# Матевосян, Григорий Юрьевич
Григорий Юрьевич Матевосян (род. 9 июня 1999, Армавир, Краснодарский край) — российский и армянский футболист, вратарь клуба «Севастополь».

## Биография
Воспитанник ДЮСШ города Армавир. Тренеры — И. Д. Лучин и А. А. Махов. В 2016 году начал играть за молодёжную команду «Армавира», но за основную команду не сыграл.
Вызывался в стан сборных Армении до 19 лет и до 21 года. За юношескую сборную Армении до 19 лет провёл два матча в 2017 году против Казахстана и Ирана.
В сезоне 2018/19 стал игроком ереванского «Бананца», но выступал за фарм-клуб во втором дивизионе. Со следующего сезона клуб играл под названием «Урарту». Единственный матч в чемпионате Армении за «Урарту» Матевосян провёл 28 мая 2021 года против «Пюника» (0:1).
Сезон 2021/22 отыграл в качестве основного вратаря клуба «Ноа» в чемпионате Армении.
С 2022 по 2023 год играл в Медийной футбольной лиге за команду «На спорте» и «Бас», получив прозвище «Куртуа». С марта по апрель 2023 года защищал цвета любительского клуба «Успенское».
В августе 2024 года заключил контракт с «Севастополем», выступающем Второй лиге России (дивизион «Б»).